# Dasychira mahoma
Dasychira mahoma är en fjärilsart som beskrevs av Collenette 1958. Dasychira mahoma ingår i släktet Dasychira och familjen tofsspinnare. Inga underarter finns listade i Catalogue of Life.